# Joe Lynn Turner

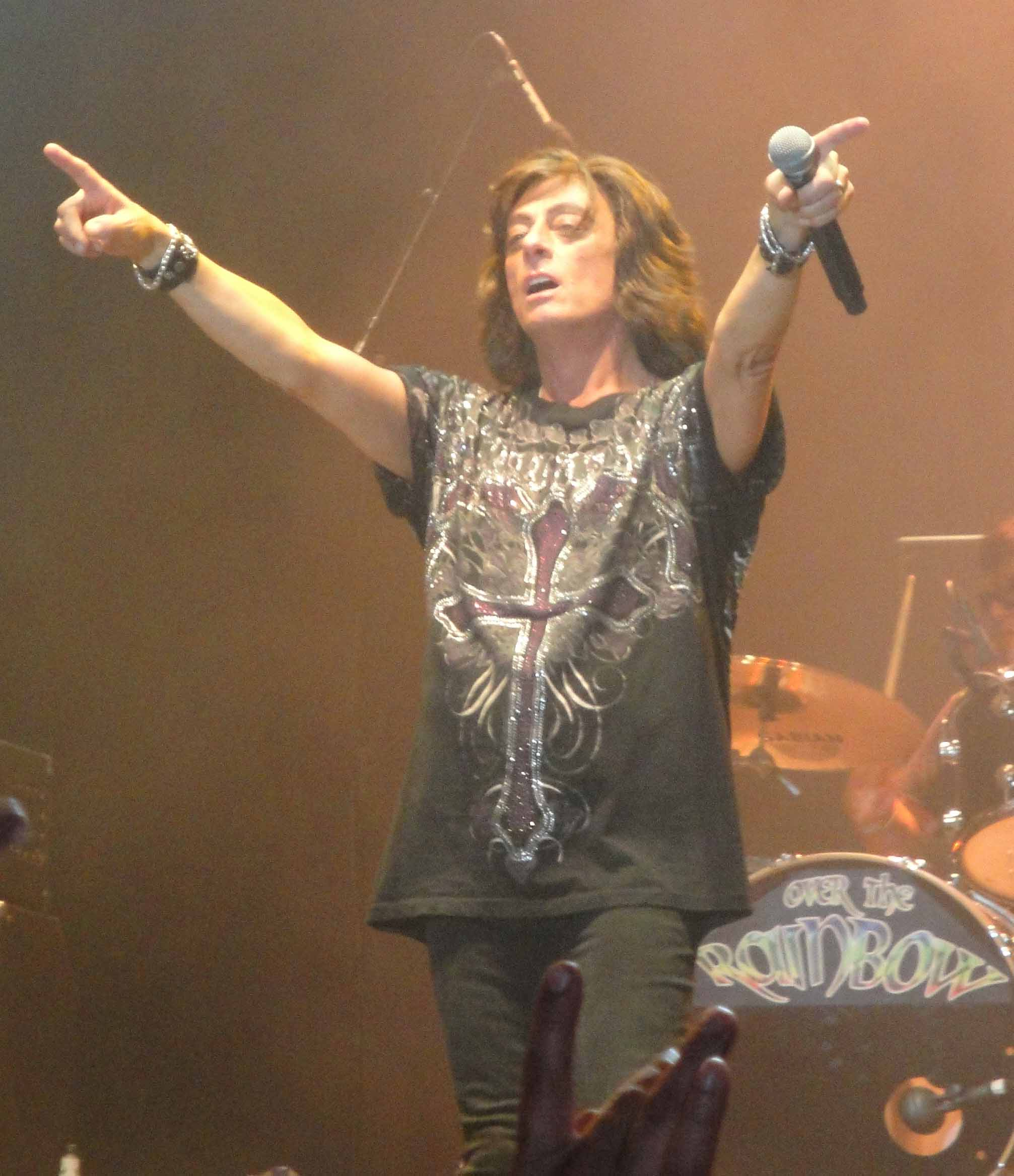
Joe Lynn Turner (2010)

Joseph Arthur Mark Linquito, besser bekannt als Joe Lynn Turner (* 2. August 1951 in Hackensack, New Jersey), ist ein US-amerikanischer Sänger. Am bekanntesten ist er für seine Engagements in den Rockbands Rainbow, Yngwie Malmsteen’s Rising Force und Deep Purple.

## Leben

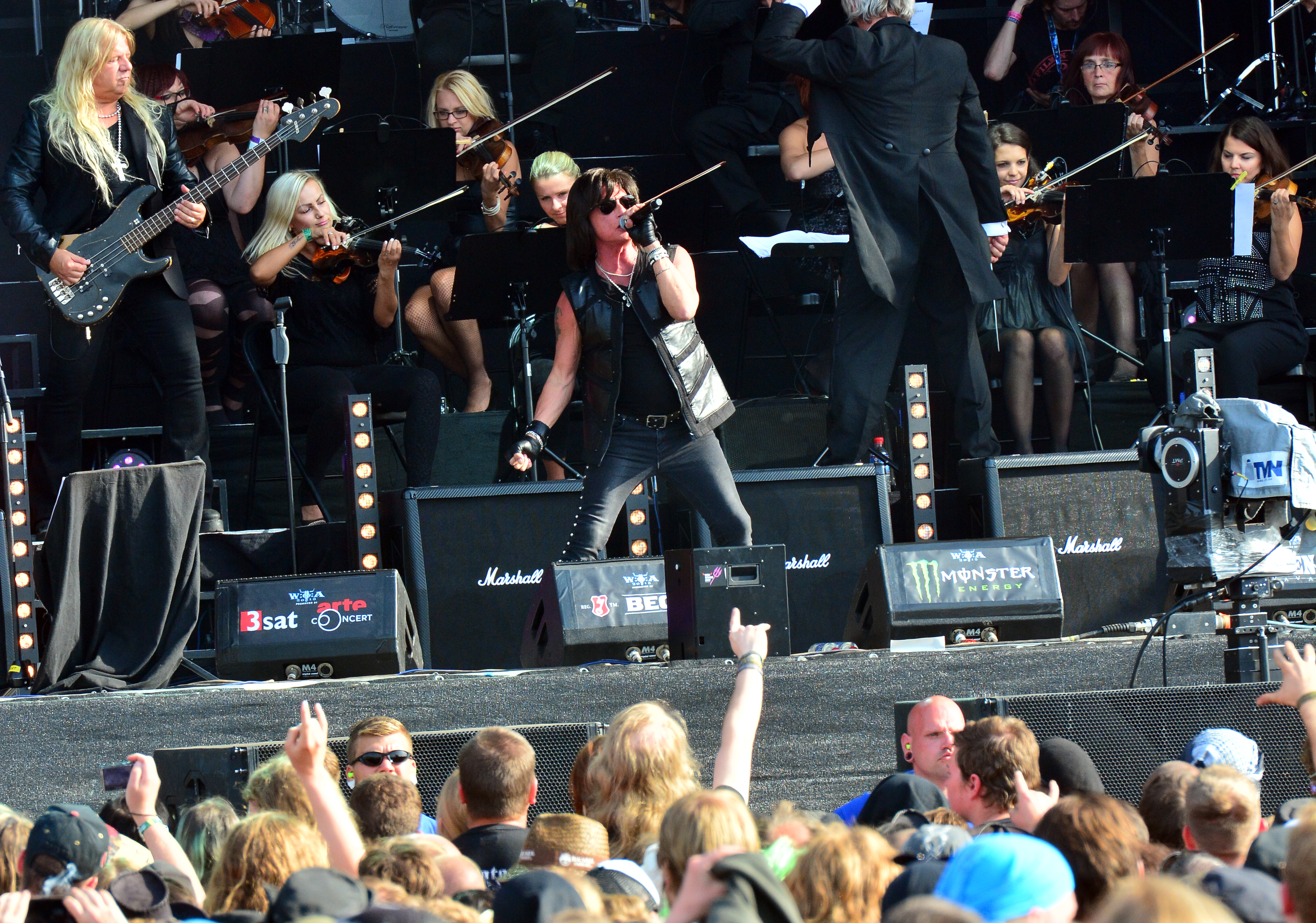
Turner beim Wacken Open Air 2015

Nach seinen ersten Erfahrungen in den Bands Filet of Soul und Ezra schloss sich Joe Lynn Turner 1977 der Formation Fandango als Gitarrist und Sänger an. In dieser Zeit entstanden vier Alben. Durch seine Arbeit bei Fandango wurde Ritchie Blackmore auf ihn aufmerksam, weil dieser einen Leadsänger für seine Band Rainbow suchte. Da die bis dahin überwiegend aus Briten bestehende Band nun einen Amerikaner als Sänger hatte, versuchte man, auch auf dem US-amerikanischen Markt zu landen.
1984 wurde Rainbow von Blackmore auf Eis gelegt, um Deep Purple wieder auferstehen zu lassen. Turner war zunächst als Solokünstler tätig. Er veröffentlichte 1985 seine erste Solo-LP, „Rescue You“. Er nahm in der Folge eine Reihe von Solo-Werken auf. Turner kollaborierte mit vielen Musikern. So entwickelte er sich zu einem der gefragtesten Session-Musiker in der Branche.
Im Herbst 1986 versuchte der ehemalige Emerson,-Lake-&-Palmer- und Asia-Schlagzeuger Carl Palmer in New York City, eine neue Band zusammenzustellen. Als mögliche Mitmusiker hatte dieser Joe Lynn Turner, den ehemaligen Foreigner-Keyboarder Al Greenwood und den kalifornischen Sänger, Bassisten und Gitarristen Robert Berry mitgebracht. Doch die gemeinsamen Proben waren für alle Beteiligten unbefriedigend und eine Band kam nicht zustande.
1990 wirkte Turner dann bei Deep Purple bei der Einspielung des Albums „Slaves And Masters“ und auf der Tour mit. Auch das Nachfolgealbum war schon in Arbeit, jedoch gab es interne Dinge in der Band, auf Grund derer er wieder durch den vorherigen Sänger Ian Gillan ersetzt wurde und Deep Purple verließ. Er wandte sich nun Projekten wie Brazen Abbot und Mother’s Army zu.
Mit Ausnahme seines 1985 veröffentlichten Solo-Debüt und einer darauffolgenden Solo-Pause erscheinen seit 1994 regelmäßig Solo-Alben von Turner. Seit 2002 gibt es das „Hughes-Turner Project“ gemeinsam mit Glenn Hughes. Bisher erschienen die beiden Studio-Alben „HTP“ und „HTP 2“ sowie das Live-Album „Live In Tokyo“. Ein schon seit 2004 geplantes drittes Album erschien bisher nicht. 2003 erschien ein weiteres Solo-Album von Turner mit dem schlichten Titel „JLT“. Im Jahr 2006 nahm er zusammen mit Blackmore und dessen Lebensgefährtin Candice Night für deren gemeinsames Projekt Blackmore’s Night eine neue Version des Rainbow-Hits Street of Dreams auf, diese ist auf der erweiterten Version des Albums The Village Lanterne zu hören. Auf dem 2013 erschienenen Avantasia-Album The Mystery Of Time übernahm er bei 4 Titeln eine Gesangsrolle.
2014 war er mit Carmine Appice (Schlagzeug, Vanilla Fudge), Tony Franklin (Bass, Blue Murder) und Jeff Watson (Gitarre, Ex-Night Ranger) unter dem Namen Legacy X auf Tour. Ursprünglich war als Gitarrist für die Band Bruce Kulick vorgesehen, der jedoch aufgrund seiner Termine mit Grand Funk Railroad passen musste. Jedoch wurde Jeff Watson bereits kurze Zeit später durch Karl Cochran ersetzt, der auch schon in Joe Lynn Turners Soloband gespielt hatte. Die Band heißt inzwischen Rated X.
Im August 2015 erklärte er auf der Krim seine Unterstützung für Putin.

## Diskographie
| - Rescue You (1985) - Nothings Changed (1995) - Under Cover (1997) - Hurry Up and Wait (1998) - Waiting for a Girl Like You (1999) - Under Cover 2 (1999) - Holy Man (2000) - Challenge Them All (2001) - Slam (2001) - JLT (2003) - The Usual Suspects (2005) - Second Hand Life (2007) - The Sessions (2016) - Belly of the Beast (2022) - Fandango (1977) - One Night Stand (1978) - Last Kiss (1979) - Cadillac (1981) | - Odyssey (1988) - Trial by Fire – Live in Leningrad (1989) - Inspiration (1996) - Difficult to Cure (1981) - Straight Between the Eyes (1982) - Bent Out of Shape (1983) - Finyl Vinyl (1986) - Slaves and Masters (1990) - Eye of the Storm (1996) - Bad Religion (1997) - Guilty As Sin (2003) - A Decade of Brazen Abbot (2004) - My Resurrection (2005) | - Mother's Army (1993) - Planet Earth (1993) - Fire on the Moon (1998) - HTP (2002) - HTP – Live in Tokyo (2002) - HTP 2 (2003) - Sunstorm (2006) - House of Dreams (2009) - Emotional Fire (2012) - Edge of Tomorrow (2016) - The Road to Hell (2018) - Immortal (2021) (Auf diesem Album des deutschen Rockgitarristen Michael Schenker, singt Turner als Gast zwei Lieder) - My Years with UFO (2024) (Auf diesem Album singt Turner als Gast zwei Lieder) |